# Bahnhof Graz Don Bosco
Der Bahnhof Graz Don Bosco liegt im 5. Grazer Stadtbezirk und ist Betriebsstelle an der Süd-, Koralm- und Steirischen Ostbahn. Hier kreuzt sich der Schienennahverkehr mit dem Regionalbus. Er spielt als Nahverkehrsknoten Don Bosco eine wichtige Rolle im Verkehrsentwicklungskonzept der Stadtregion. Benannt ist er nach der nahegelegenen Kirche Don Bosco.

## Aufbau
Der Bahnhof Graz Don Bosco wurde mit insgesamt 4 Bahnsteigen nach zwei Jahren Bauzeit am 14. September 2007 eröffnet. Der Nahverkehrsknoten bestand aus den Bahnsteigen 1, 2, 5 und 6. Die Bahnsteige 3 und 4 wurden zunächst ausgelassen. Außerdem beinhaltet der Bahnhof neben einer überdachten Stadtbushaltestelle auch einen Busbahnhof, welcher von Bussen der Linie 33E und 35 genutzt wird.

Im Jahr 2020 wurden im Zuge des Ausbaues der Koralmbahn die Bahnsteige 3 und 4, die aktuell noch nicht von planmäßigen Personenzügen bedient werden, sowie ein Ausgang im Osten eingerichtet.

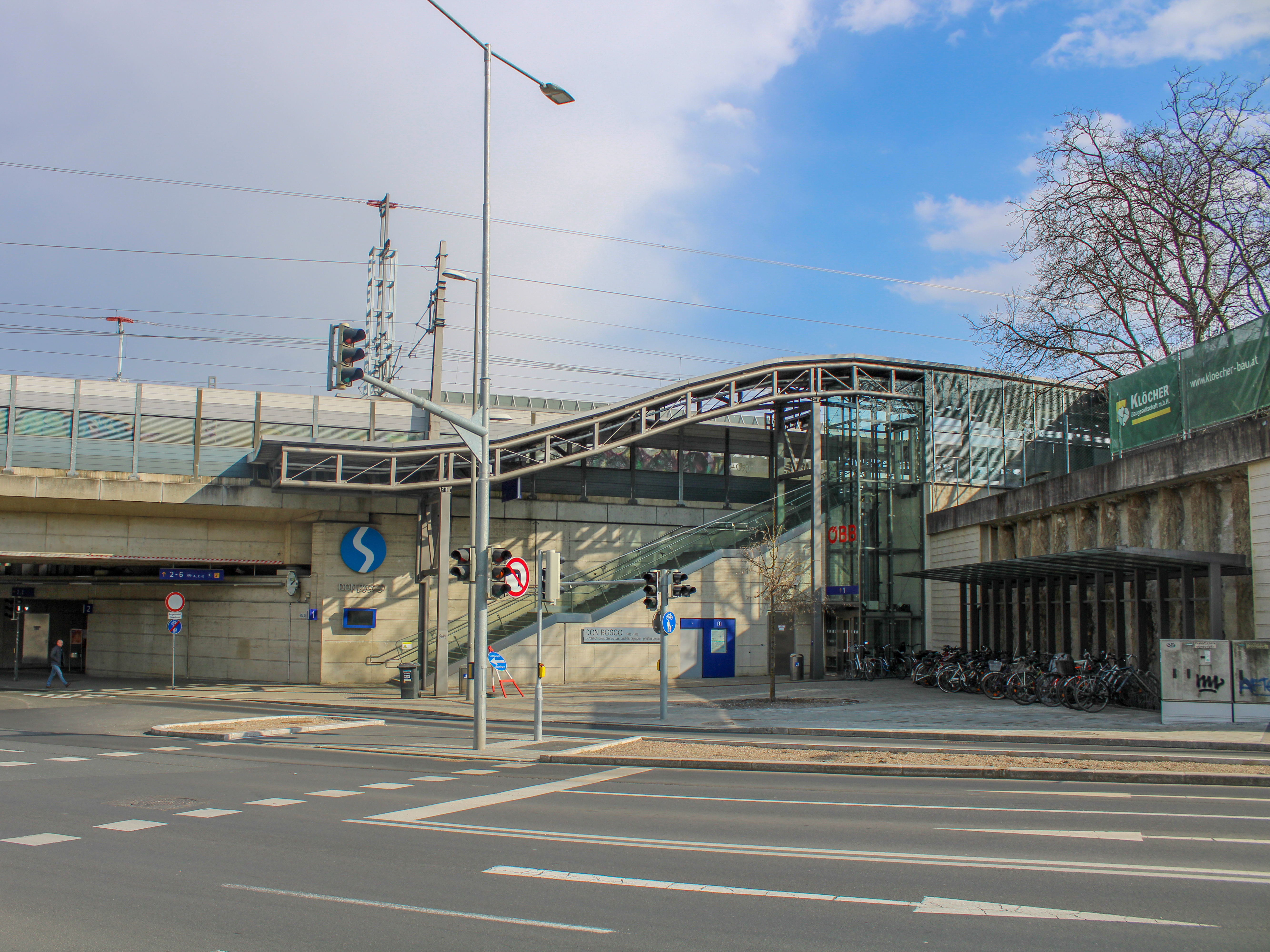
Bahnhofsvorplatz und Zugang zu Bahnsteig 1.
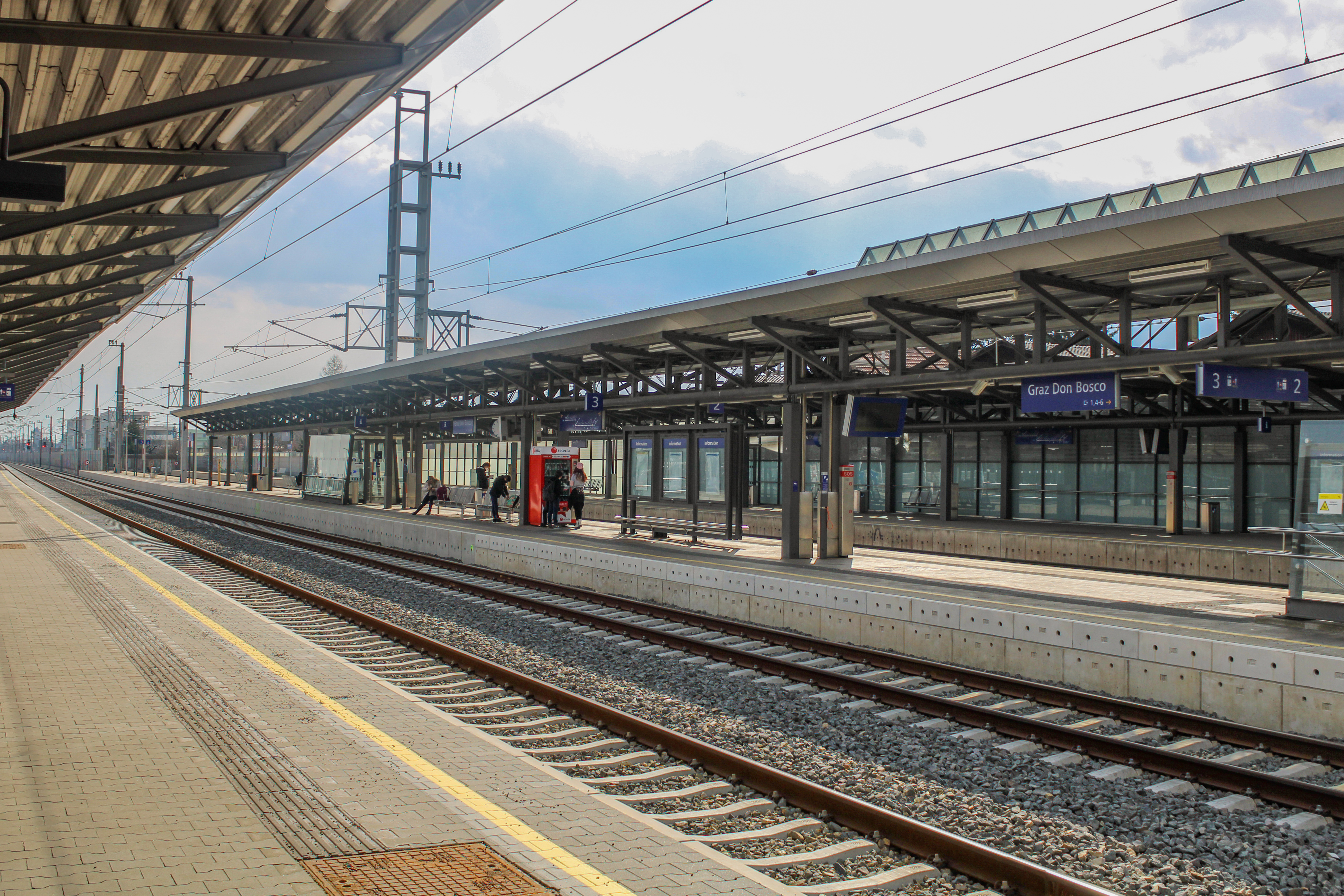
Bahnsteige 1–4
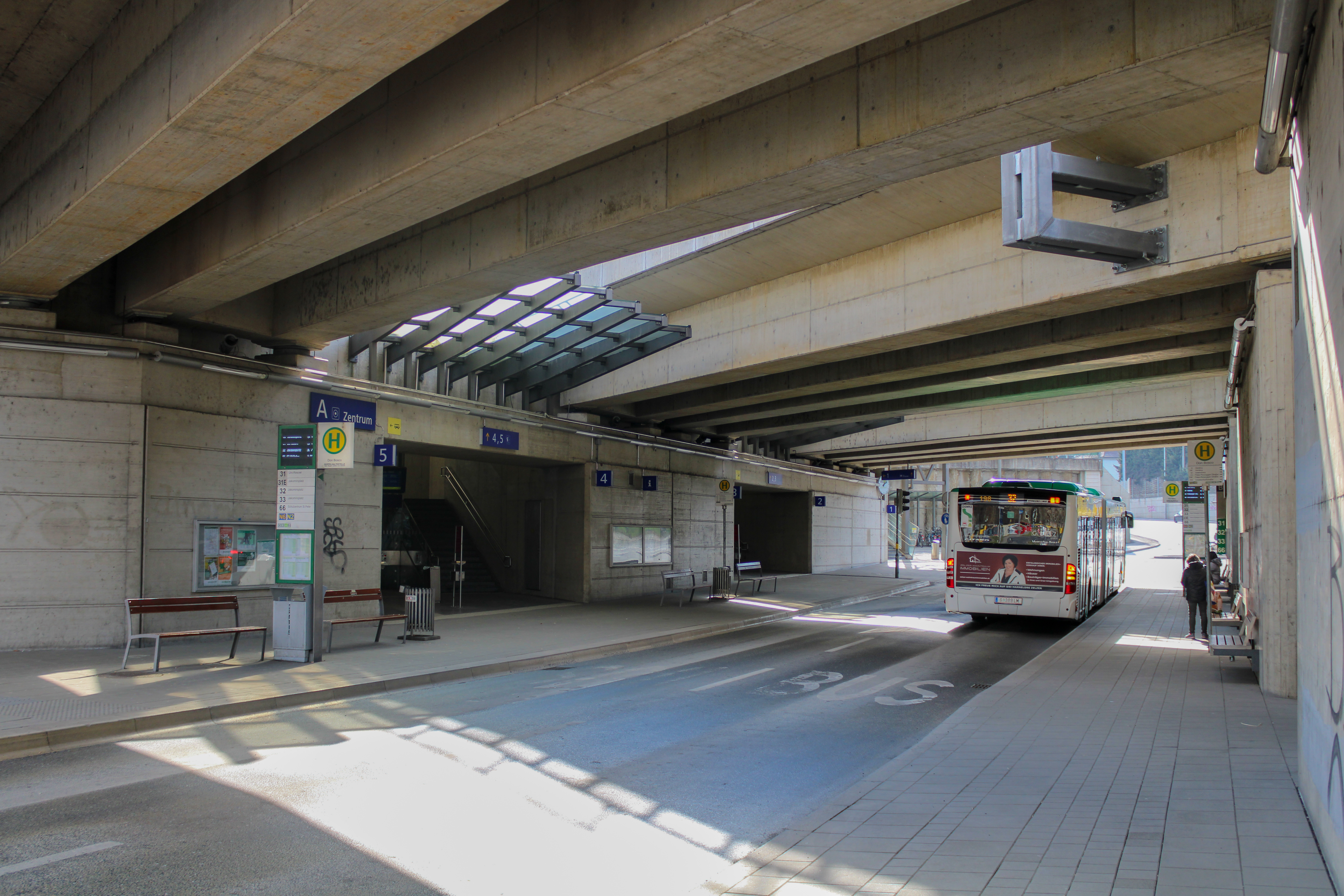
Überdachte Stadtbushaltestelle unter den Gleisen
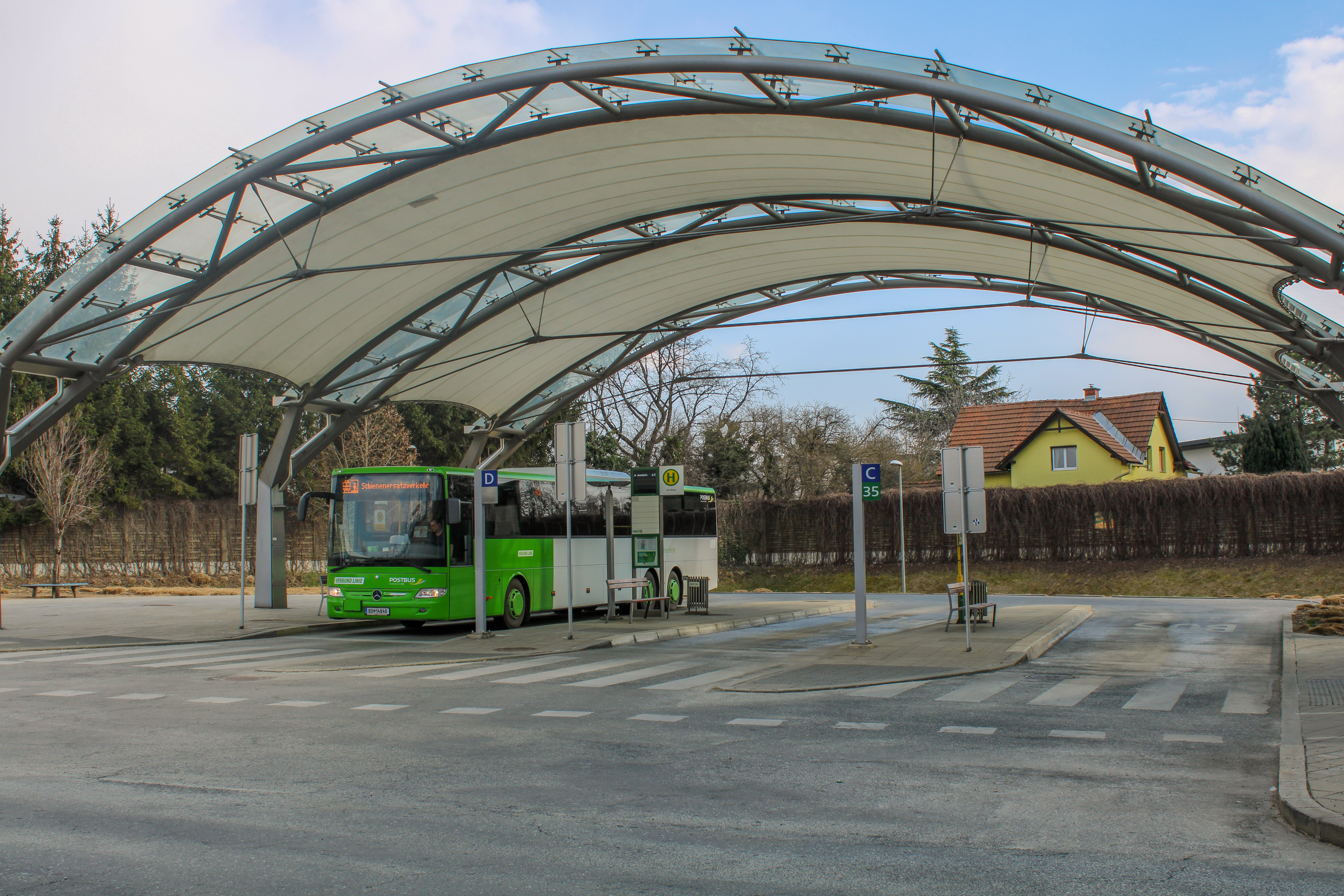
Busbahnhof
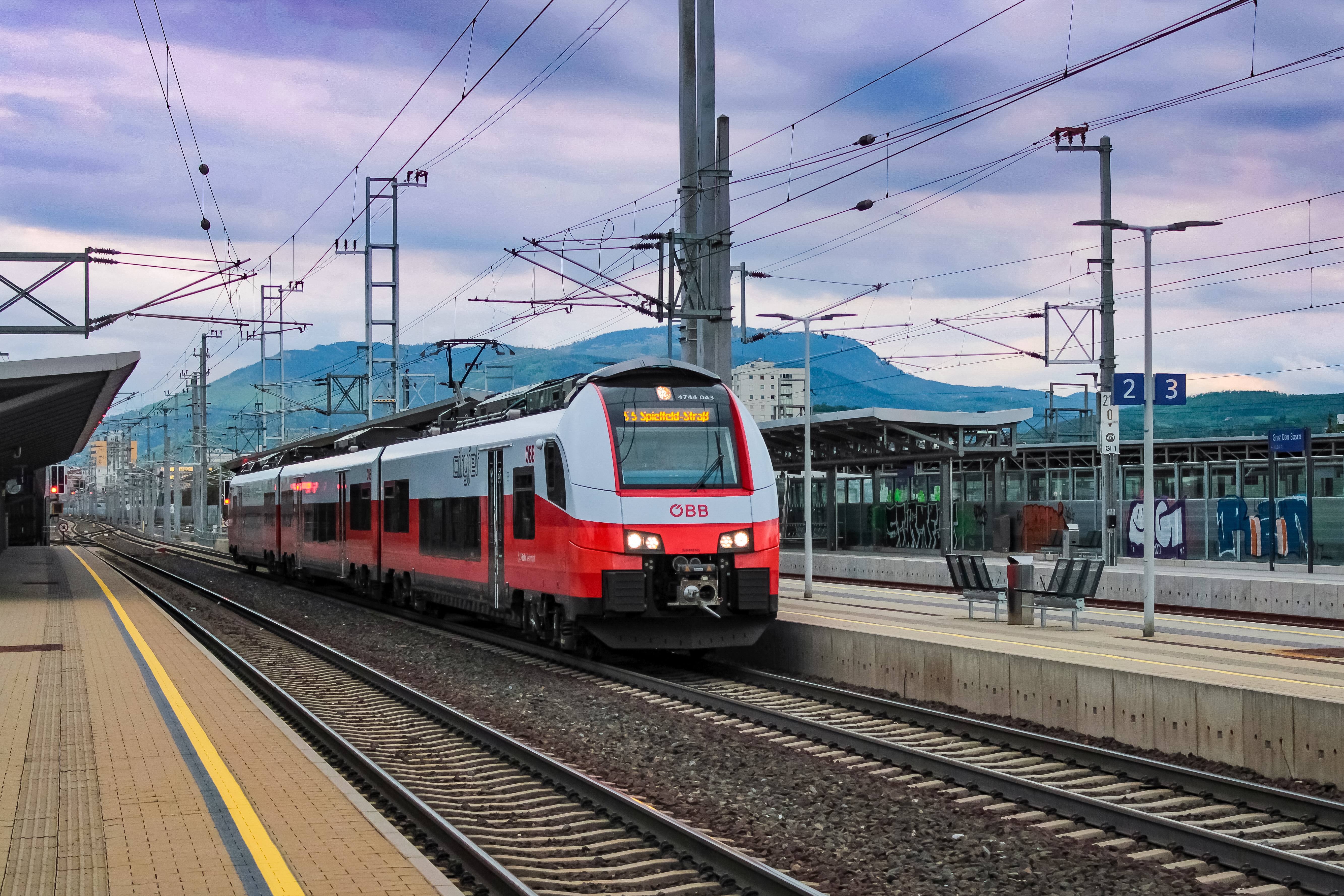
ÖBB Cityjet auf Gleis 2.

## Personenverkehr
| Linie                            | Linienverlauf                                                                                          | Unternehmen/EVU                  |
| -------------------------------- | --- | -------------------------------- |
| InterCity (Österreich)           | (Ljubljana –) Graz Hbf – Graz Don Bosco – Gleisdorf – Szentgotthárd – Szombathely – Győr – Budapest k. | ÖBB                              |
| Regional-Express#Österreich      | Graz Hbf – Graz Don Bosco – Gleisdorf – Feldbach – Fehring (- Szentgotthárd)                           | ÖBB                              |
| S-Bahn Steiermark                | Graz Hbf – Graz Don Bosco – Fehring (– Szentgotthárd)                                                  | ÖBB                              |
| S-Bahn Steiermark                | Graz Hbf – Graz Don Bosco – Spielfeld-Straß                                                            | ÖBB                              |
| S-Bahn Steiermark                | Graz Hbf – Graz Don Bosco – Wies-Eibiswald                                                             | Graz-Köflacher Bahn              |
| S-Bahn Steiermark                | Graz Hbf – Graz Don Bosco – Weiz                                                                       | Steiermarkbahn                   |
| S-Bahn Steiermark                | Graz Hbf – Graz Don Bosco – Spielfeld-Straß – Bad Radkersburg                                          | ÖBB                              |
| Liste der Linien der Graz Linien | Webling – Don Bosco – Uni ReSoWi                                                                       | Graz Linien                      |
| Liste der Linien der Graz Linien | Webling – Don Bosco – Jakominiplatz                                                                    | Graz Linien                      |
| Liste der Linien der Graz Linien | Seiersberg – Don Bosco – Jakominiplatz                                                                 | Graz Linien                      |
| Liste der Linien der Graz Linien | Peter-Rosegger-Straße – Don Bosco – Jakominiplatz                                                      | Graz Linien                      |
| Liste der Linien der Graz Linien | Peter-Rosegger-Straße – Don Bosco                                                                      | Graz Linien                      |
| Liste der Linien der Graz Linien | Don Bosco – Citypark – Jakominiplatz                                                                   | Watzke                           |
| Liste der Linien der Graz Linien | Grottenhofstraße – Don Bosco – Schulzentrum St. Peter                                                  | ÖBB Postbus                      |
| 681                              | Graz Griesplatz – Graz Don Bosco – Unterpremstätten – Wundschuh                                        | Grünerbus                        |
| 691                              | Graz Griesplatz – Graz Don Bosco – Zwaring/Dobl                                                        | Tropper Busreisen                |
| 713                              | Graz Don Bosco – Hardt LFS Grottenhof-Hardt                                                            | Graz-Köflacher Bahn, Dr. Richard |
| 760                              | Graz Griesplatz – Graz Don Bosco – Lieboch – Stainz – Deutschlandsberg                                 | Graz-Köflacher Bahn, Dr. Richard |
| 761                              | Graz Griesplatz - Graz Don Bosco - Lieboch - St. Stefan - Stainz (-Deutschlandsberg)                   | Graz-Köflacher Bahn, Dr. Richard |